# Ferdinand Verbiest
Fader Ferdinand Verbiest, född 9 oktober 1623, död 28 januari 1688, var en flamländsk jesuitmissionär i Kina under Qingdynastin. Han föddes i Pittem nära Tielt i Flandern. Han blev nära vän med kejsaren Kangxi, som ofta efterfrågade honom som lärare i geometri, filosofi och musik. Han arbetade som diplomat, kartograf och översättare. Det senare eftersom han talade latin, tyska, holländska, spanska, hebreiska och italienska. Han skrev mer än 30 böcker. 

## Biografi
1658 steg han tillsammans med Fader  Martino Martini, 35 andra missionärer och några andra passagerare på ett skepp från Lissabon med destinationen Kina. Skeppet nådde Macau 1659. Färden var hård och vid framkomsten hade alla utom tio av passagerarna, inklusive flertalet av missionärerna dött.

## Projekt

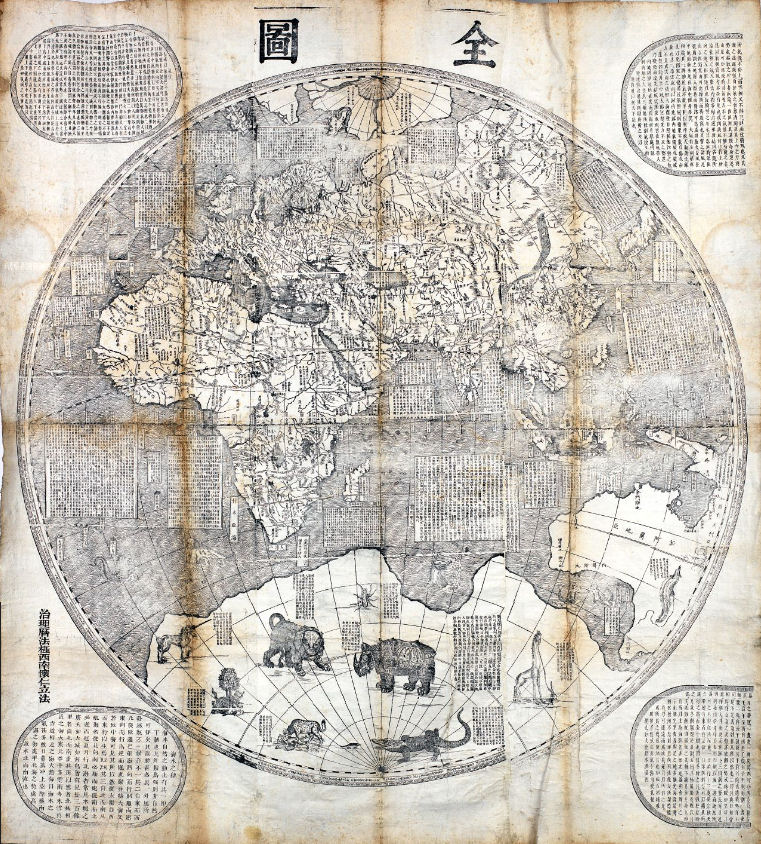
Ferdinand Verbiest publicerade världskartan Kunyu Quantu 1674.

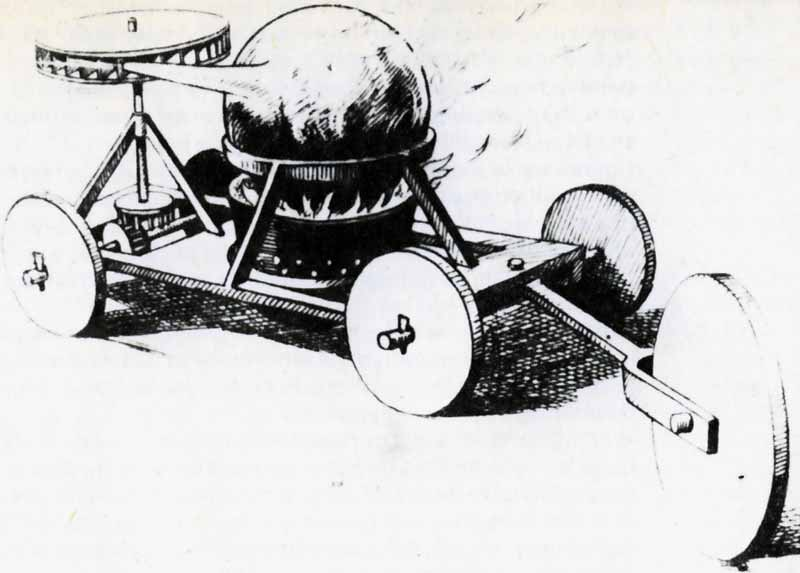
Ångbilen som designades av Verbiest 1672. Målningen är från 1800-talet

Förutom sitt arbete med astronomi experimenterade han också med ånga. Omkring 1672 konstruerade han, för den kinesiska kejsarens räkning, världens första ångdrivna fordonsliknande maskin.

## Utmärkelser
Asteroiden 2545 Verbiest är uppkallad efter honom.